# Zornia fimbriata
Zornia fimbriata är en ärtväxtart som beskrevs av Robert H Mohlenbrock. Zornia fimbriata ingår i släktet Zornia och familjen ärtväxter. Inga underarter finns listade i Catalogue of Life.